# Ngô Việt Xuân Thu
Ngô Việt Xuân Thu (tiếng Trung: 吴越春秋; bính âm: Wúyuè Chūnqiū) là một bộ tạp sử do Triệu Diệp (赵晔) thời Đông Hán biên soạn và Hoàng Phủ Tuân thời Đường san định. Sách gồm mười quyển, kể lại những biến cố xảy ra ở hai nước Ngô, Việt thời Xuân Thu. Tác phẩm này được trình bày với ngôn từ phong phú và giàu ý nghĩa, giống như lời văn của phái "Tiểu thuyết gia" (小說家/小说家; Xiaoshuojia) trong Bách Gia Chư Tử. Sách này còn được Tứ khố toàn thư xếp vào sử bộ tải ký loại.

## Nội dung
- Quyển 1: Ngô Thái Bá truyện
- Quyển 2: Ngô vương Thọ Mộng truyện
- Quyển 3: Vương Liêu sử Công tử Quang truyện
- Quyển 4: Hạp Lư nội truyện
- Quyển 5: Phù Sai nội truyện
- Quyển 6: Việt vương Vô Dư ngoại truyện
- Quyển 7: Câu Tiễn nhập thần ngoại truyện
- Quyển 8: Câu Tiễn quy quốc ngoại truyện
- Quyển 9: Câu Tiễn âm mưu ngoại truyện
- Quyển 10: Câu Tiễn phạt Ngô ngoại truyện

## Khảo chú
Ngô Việt Xuân Thu theo thiên "Kinh tịch chí - nhị" trong Tùy thư và thiên "Kinh tịch chí - thượng" trong Cựu Đường thư đều nói là gồm mười hai quyển, nhưng thiên "Nghệ văn chí - nhị" trong Tống sử lại nói gồm mười quyển. Có lẽ hiện tại tác phẩm đã không còn nguyên vẹn nữa. Ngô Việt Xuân Thu từng được coi là phần tiếp theo của Việt tuyệt thư (越絕書). Cuốn sách này có một số phần bình luận hiện đại và bản đã qua sửa đổi của một vài học giả về sau.
Bản có chú thích đầy đủ nhất hiện nay là Ngô Việt Xuân Thu tập hiệu hối khảo do người đương thời là Chu Sinh Xuân biên soạn, gồm cả dị văn và dật văn. Những bản có chú thích tốt bao gồm Ngô Việt Xuân Thu  của Trương Giác (bản giản thể có tại Quý Châu nhân dân xuất bản xã, Nhạc Lộc thư xã. Bản phồn thể có tại Đài Loan cổ tịch xuất bản xã) và bản dịch có chú thích của Hoàng Nhân Sinh mang tên Tân dịch Ngô Việt Xuân Thu do Tam Dân thư cục xuất bản.

## Ảnh hưởng
Tác phẩm này cung cấp nhiều tư liệu quý giá mà các thư tịch khác như Quốc ngữ, Tả truyện, Sử ký chưa từng đề cập tới. Tuy có nhiều chi tiết sách chép nhầm, nhiều câu chuyện lại đậm chất hư cấu và không có giá trị lịch sử, song vượt qua mọi khiếm khuyết kia, Ngô Việt Xuân Thu vẫn được xem là tác phẩm văn học danh tiếng với tầm ảnh hưởng không hề nhỏ. Đây là xuất xứ của những điển tích đã đi vào huyền thoại như Yêu Ly giết Khánh Kỵ, Can Tương đúc kiếm, Câu Tiễn nếm phân, Việt nữ, Viên công v.v... 
Sang thời hiện đại, khi làn sóng tân võ hiệp đang cuồn cuộn trào dâng ở Hồng Kông, các nhà văn nổi tiếng lúc bấy giờ cũng sử dụng truyền thuyết lấy từ trong Ngô Việt Xuân Thu như Việt nữ, Viên công làm cảm hứng sáng tác. Trong Xạ điêu anh hùng truyện của Kim Dung, thất sư phụ của nhân vật chính Quách Tĩnh là Hàn Tiểu Oanh có ngoại hiệu Việt nữ kiếm. Không những thế, Kim Dung còn viết riêng truyện ngắn Việt nữ kiếm, để cho Việt nữ xuất hiện với tên gọi A Thanh. Trong Đại Đường du hiệp truyện, Lương Vũ Sinh lại sáng tạo nên tuyệt kỹ Viên công kiếm pháp, tung một chiêu mà đâm trúng chín huyệt đạo của đối phương.  